# Квінт Сульпіцій Камерін
Квінт Сульпіцій Камерін (лат. Quintus Sulpicius Camerinus; ? — після 9) — політичний і державний діяч, консул 9 року, поет часів ранньої Римської імперії.

## Життя та творчість
Походив з патриціанського роду Сульпіціїв. Син Квінта Сульпіція Камеріна. Про життя відомо замало. Завдяки своїм родинним зв'язкам зайняв гідне становище у Римі. У 9 році став консулом разом з Гаєм Поппеєм Сабіном. Про подальшу долю немає відомостей.
Відомий як поет. Є згадки про його поему, де йдеться про захоплення Трої Гераклом. Згадується Овідієм.

## Родина
- Квінт Сульпіцій Камерін Петік, консул-суфект 46 року.